# Ґонсьоркі
Ґонсьоркі (пол. Gąsiorki, нім. Gonsiorken) — село в Польщі, у гміні Можещин Тчевського повіту Поморського воєводства.
Населення — 683 особи (2011).
У 1975-1998 роках село належало до Гданського воєводства.

## Демографія
Демографічна структура станом на 31 березня 2011 року:
|          | Загалом | Допрацездатний вік | Працездатний вік | Постпрацездатний вік |
| -------- | ------- | ------------------ | ---------------- | -------------------- |
| Чоловіки | 363     | 93                 | 249              | 21                   |
| Жінки    | 320     | 84                 | 190              | 46                   |
| Разом    | 683     | 177                | 439              | 67                   |